# Хишам Матар
Хишам Матар (на английски: Hisham Matar; на арабски: هشام مطر) е американско-английско-либийски преподавател и писател на произведения в жанра драма и мемоари, виден представител на съвременната либийска литература.

## Биография и творчество
Хишам Матар е роден през 1970 г. в Ню Йорк, САЩ, където баща му работи за либийската делегация към Обединените нации. По-малкият е двамата сина. Баща му Джабала Матар е смятан за дисидент, затова че изказва мнение срещу преврата на полковник Муамар Кадафи през 1969 г. Не след дълго семейството се връща в Триполи, където прекарва шест години.
През 1979 г. баща му е обвинен в реакционизъм спрямо либийския революционен режим и принуден да потърси убежище в Египет с цялото семейство. Хишам и по-големият му брат Зиад завършват средното си образование в Кайро, след което заминават през 1986 г. да учат в Европа, съответно във Англия и Швейцария. От съображения за сигурност, крият истинската си самоличност – представят се за синове на баща египтянин и майка американка, за да оправдаят арабския си вид и американския английски.
През 1990 г. баща му е отвлечен в Кайро и се води безследно изчезнал. През 1996 г. семейството получава две писма с почерка на бащата, в които той пише, че отговорността за отвличането му е на Египетската тайна полиция (Мухабарат), която го предава на либийския режим и той е затворен в прословутия затвор „Абу Салим“ в Триполи.
Хишам Матар следва архитектура и получава магистърска степен по модерен дизайн от колежа Голдсмит на Лондонския университет.
След дипломирането си започва да пише поезия и експериментира в театъра. Започва да пише първия си роман в началото на 2000 г.
Първият му роман „Мъжка страна“ е издаден през 2006 г. Той описва близка до живота на самия автор: бащата на деветгодишния Сюлейман е арестуван и хвърлен в либийски затвор заради политическите си убеждения и дейност, но след като е жестоко малтретиран успява да се завърне при семейството си. Романът е преведен на над 30 езика по света. Получава наградата за първа книга на „Гардиън“, наградата на британските писатели, наградата „Ондатджи“ на Кралското литературно общество, италианската награда Премио Валомброза и наградата за арабско-американска книга.
През 2011 г. е издаден романът му „Анатомията на едно изчезване“. Той също третира темата за връзката баща – син, както вплита въпроси като загуба, отсъствие и политическа тирания.
Мемоарната му книга „The Return“ (Завръщането) е издадена през 2016 г. За нея през 2017 г. е удостоен с наградата „Пулицър“ за автобиография, наградата „Фолио“, както и други престижни награди.
Хишам Матар живее със семейството си в Лондон.

## Произведения

### Самостоятелни романи
- In the Country of Men (2006)
Мъжка страна, изд.: „ICU“, София (2018), прев. Надежда Розова
- Anatomy of a Disappearance (2011)
Анатомията на едно изчезване, изд.: „ICU“, София (2017), прев. Надежда Розова

### Документалистика
- The Return (2016) – мемоари, награда „Пулицър“ за автобиография
- A Month in Siena (2019) – мемоари